# Hubert Lothaire
Hubert Lothaire, né le 10 novembre 1865 à Rochefort et mort le 8 mai 1929 à Ixelles (Belgique), est un explorateur et militaire de carrière belge devenu commandant dans la Force publique de l'État indépendant du Congo. 

## Biographie
Hubert Joseph Lothaire, né à Rochefort le 10 novembre 1865 est le fils de Jean-Baptiste Lothaire, plafonnier, et de Marie Catherine Dethier. Il a épousé Joséphine Dhanis, sœur de François Dhanis. 
En 1882, il s'engage comme simple soldat dans l'armée belge et est incorporé dans le 1er régiment de Chasseurs à pied. Il entre à l'École royale militaire et est promu lieutenant en janvier 1888. Il est affecté au 6e régiment de Ligne mais il postule en juin 1888 pour rejoindre l'État indépendant du Congo. Comme les autres candidats retenus, il est administrativement détaché à l'Institut cartographique militaire.
En octobre 1888, il embarque sur le vapeur Landana et est assigné pour Léopoldville où il débarque en décembre 1888. Il est promu lieutenant de la Force publique le 1er janvier 1890. En mars 1890, il est désigné pour la zone Ubangi-Uele au district du Bangala. Il fonde la station de Basankusu et en prend le commandement en mai 1890. Au cours de cette période, il explore les rivières Lulonga, Maringa et Lopori en nouant des contacts avec les autochtones. Il est nommé en septembre 1891, capitaine de la Force publique et retourne en Belgique en janvier 1892, ayant accompli son premier terme au Congo.
Il est nommé commissaire de district en mai 1892 et retourne au Congo comme chef du district de l'Ubangi-Uele. À partir du poste de la Nouvelle-Anvers, il remonte le cours de la Mongala et du N'Giri et fonde les postes de d'Akula, Momveda et Abumombasi. 
À partir de ce moment, il participe aux Campagnes de l'État indépendant du Congo contre les Arabo-Swahilis. La station des Stanley Falls étant menacée par des bandes esclavagistes d'Arabo-Swahilis de Rachid, Lothaire et son détachement de 200 Bangalas se mettent à la disposition du capitaine Pierre Ponthier en juin 1893. Les Belges bousculent les esclavagistes à Kewe, Bamanga et Kibonge et surprennent le camp ennemi de Seke-Seke faisant 6000 prisonniers et 19 chefs. D'août 1893 à janvier 1894, de nombreux combats ont lieu au cours desquels tombe le capitaine Ponthier. En janvier 1894, Lothaire conjugue ses forces avec celles de Dhanis et du lieutenant Henry et écrase les troupes du chef Rumaliza à Bena Kalungu faisant 2000 prisonniers. Après avoir vaincu les dernières résistances au Congo, Lothaire parvient sur les rives du lac Tanganyka. Il y fonde le poste de Bakari et prend en mai 1894 le commandement de la zone arabe en remplacement de Dhanis, retourné en Europe. À la suite de cette victoire, Lothaire est cité à l'ordre du jour de l'État indépendant du Congo et promu commandant.
Fin 1894, le commandant Lothaire s'empare de Kibonge, l'allié de Rachid et du trafiquant d'armes irlandais Charles Stokes. Ce dernier est exécuté sur décision de Lothaire (cfr. détail ci-après). Il est promu commissaire général le 1er juillet 1895.
En juillet 1895, une révolte des soldats Batetela de la Force publique éclate à Luluabourg , après l'exécution du chef Batetela Ngongo Leteta. Une concentration de troupes Belges livre sur le Lomami un combat longtemps indécis, mais finalement victorieux. Lothaire avec 1 000 soldats et 14 officiers attaque les révoltés, en nombre à peu près égal, et les bat complètement. Les débris se réfugient au Katanga où ils seront poursuivis et définitivement défaits par Malfeyt en 1901.
Lothaire retourne en Belgique en 1896 et quitte l'armée en juillet 1897. Cette fois à titre privé, Il retourne en Afrique en qualité de Directeur de la Société Anversoise du Commerce au Congo, concessionnaire des territoires du bassin de la Mongala. Il reste au Congo jusqu'en 1898 années pendant lesquelles il est contraint de participer à des opérations de police et de pacification dans la région de Dandu-Sana. En 1928, il fait un dernier voyage au Congo pour l'inauguration du chemin de fer Bas-Congo-Katanga.
Le 8 mai 1929, il décède à Ixelles et est inhumé au cimetière d'Ixelles.

## Procès Charles Stokes
Par le biais de lettres interceptées, le capitaine Lothaire, chef des forces congolaises pendant la campagne de l'Ituri, apprend que Charles Stokes était sur son chemin à partir de l'Afrique orientale allemande à vendre des armes aux esclavagistes zanzibarites dans l'est de la région du Congo. En décembre 1894, Lothaire envoie le Lieutenant Henry avec 70 hommes à la capture de Stokes. Henry arrête Stokes dans sa tente, profitant de l'absence d'une grande partie de sa caravane, qui était dans la jungle pour la collecte de bois de feu et la recherche de nourriture. Stokes est amené par le capitaine Lothaire au Lindi, où une cour martiale est assemblée. Stokes est reconnu coupable de vente de fusils, de poudre à canon et de détonateurs aux ennemis afro-arabes de l'État libre du Congo (Said Abedi, Kilonga Longa et Kibonge). Le 14 janvier 1895, il est condamné à mort et pendu le lendemain.
La procédure est dite avoir de nombreuses irrégularités, y compris l'utilisation de fausses déclarations. Il n'y avait ni de code pénal, ni de greffier, le verdict n'était pas lu à haute voix pour le condamné, et Stokes n'avait pas eu de droit d'appel, comment il en aurait eu droit qui en tant que citoyen britannique.
Pour Lothaire, Charles Stokes n'était plus qu'un criminel dont la pendaison était pleinement justifiée. Lord Salisbury, le Premier Ministre britannique à l'époque, observa que si Stokes avait été dans la ligue avec les esclavagistes Arabes, alors « il méritait la pendaison ». Sir John Kirk, pendant des années consul britannique à Zanzibar, fit remarquer que « c'était pas une perte pour nous, bien qu'il était un honnête homme ». Les nouvelles de l'exécution de Stokes furent reçues avec indifférence par le Foreign Office britannique. Lorsque l'ambassadeur d'Allemagne demanda à Sir Thomas H. Sanderson, le sous-secrétaire permanent d'État aux Affaires Étrangères, si le gouvernement britannique avait prévu de prendre toutes les mesures concernant l'exécution de ce « personnage bien connu », Sanderson écrit : « je ne comprends pas très bien pourquoi les Allemands nous pressent sur cela ».

## L'affaire Stokes
En août 1895, l'attention de la presse britannique est attirée sur ce cas par Lionel Decle, un journaliste de la Pall Mall Gazette. La presse a commencé à rapporter ces événements dans le détail, le Daily News en souligna la « sanguinaire précipitation », Le Temps une « douloureuse et honteuse mort », le Liverpool Daily Post nota « l'étonnement horrifié à travers la race britannique », le Daily Telegraph de la mort « comme un chien », ajoutant « Avons-nous eu tort de croire que les plus audacieux étrangers - pour ne pas parler du tout sauvage, chef - pense une fois, deux fois et même trois fois, avant de poser ses mains sur un sujet de la reine Victoria ».  
En conséquence, l'affaire devient un incident international, mieux connue sous le nom de l'affaire Stokes. Ensemble, la Grande-Bretagne et l'Allemagne font pression sur l'État Libre du Congo pour que Lothaire soit mis à l'essai, ce qui arrive dans la ville de Boma. L'État libre paye une indemnité aux Britanniques (150 000 francs) et aux Allemands (100 000 francs) et rend impossible, par décret, d'imposer la loi martiale ou de peines de mort sur les citoyens européens. Le corps de Stokes fut rendu à sa famille.
Lothaire fut acquitté à deux reprises, d'abord en avril 1896 par un tribunal de Boma, puis, en août 1896, l'appel est confirmé à Bruxelles par la Cour Suprême du Congo, ouvrant la voie à la réhabilitation de Lothaire.
L'affaire Stokes mobilisa l'opinion publique britannique contre l'État Libre du Congo. Elle endommagea également la réputation du roi Léopold II de Belgique comme un despote bienveillant. Ce cas contribua à la promotion de la fondation de la Congo Reform Association et de l'annexion de l'État Libre du Congo par l'État belge en 1908.

## Hommages et distinctions
Un mémorial y a été érigé sur la sépulture d'Hubert Lothaire avec une citation suivante du roi Albert Ier : « Je rends un profond hommage à la mémoire de ce Colonial de haute valeur, à ce Chef militaire intrépide qui prit une part décisive à la destruction de la puissance des Arabes trafiquants d'esclaves. »
L' « Avenue commandant Lothaire » à Etterbeek perpétue sa mémoire.
Il a reçu les distinctions suivantes :
- Chevalier de l'ordre de Léopold (Belgique) ;
- Chevalier de l'ordre royal du Lion en 1894 (État indépendant du Congo) ;
- Étoile de Service (État indépendant du Congo) ;
- Médaille de la Campagne arabe (État indépendant du Congo).